# إرنست كرامر (سياسي)
إرنست كرامر هو سياسي هولندي، ولد في 26 يونيو 1960. نشط حزبياً في الاتحاد المسيحي. وقد انتخب عضو مجلس نواب هولندا ‏ (30 نوفمبر 2006 – 17 يونيو 2010).